# Galleria d'Envalira
La galleria d'Envalira (in catalano tùnel d'Envalìra, in francese tunnel d'Envalira) è una galleria stradale di Andorra, collega Soldeu con Pas de la Casa evitando il colle d'Envalira (2.409 m) e si trova a 1.860 m d'altezza.
I lavori cominciarono nel 1999 e si conclusero nel 2002 con l'inaugurazione datata 29 settembre 2002. L'entrata andorrana della galleria si trova sulla carretera general 2 (CG-2) presso i Bordes d'Envalira, mentre l'ingresso francese si trova presso il confine di Pas de la Casa sulla strada nazionale 22 (N 22). Le dogane francese e andorrana si trovano entrambe sul lato francese. Uno scambio di territori tra Francia e Andorra (15.595 m²) ha permesso di costruire il viadotto che collega il tunnel interamente in territorio andorrano.